# 日立中央パーキングエリア

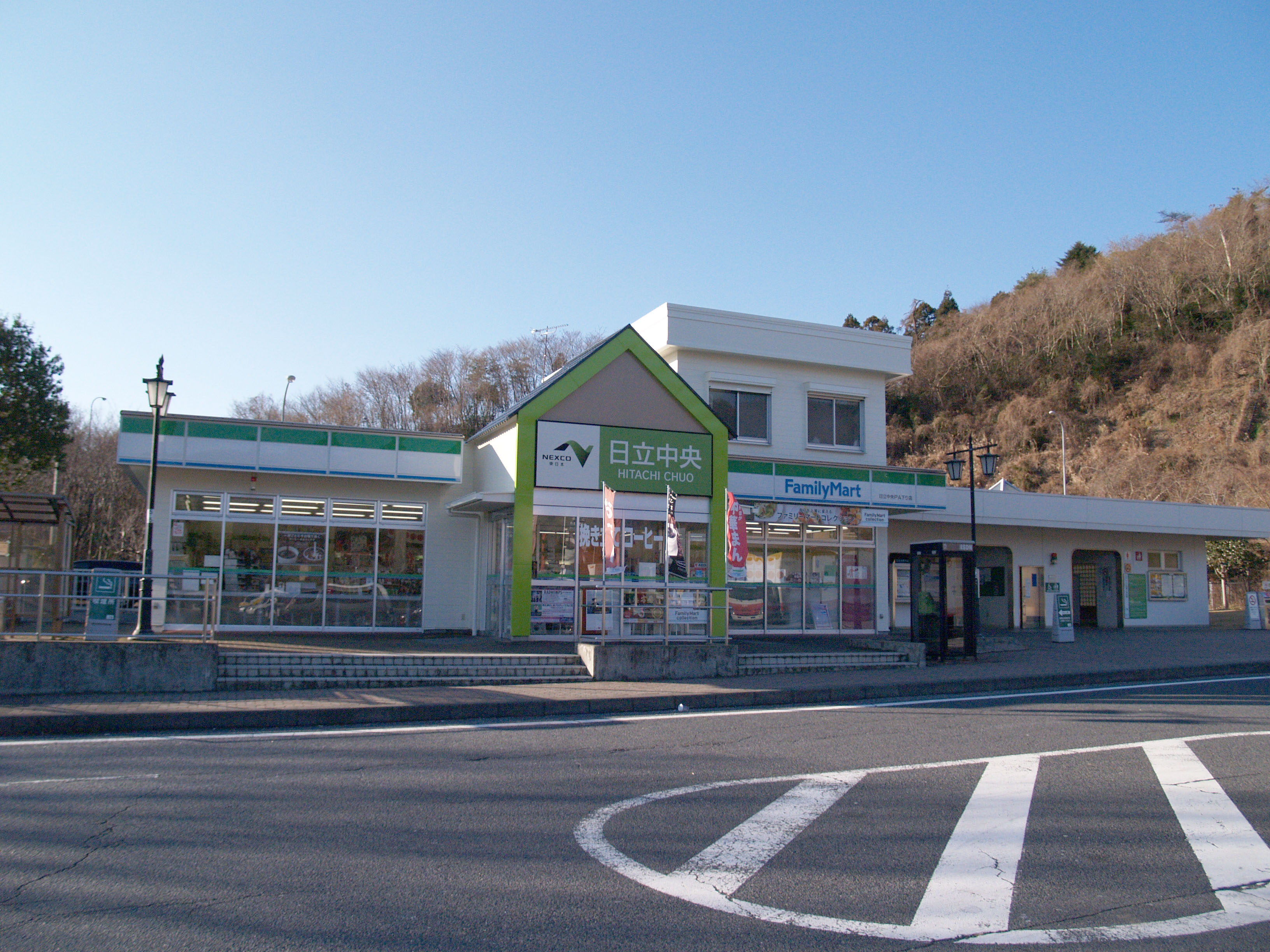
日立中央パーキングエリア（下り線）

日立中央パーキングエリア（ひたちちゅうおうパーキングエリア）は、茨城県日立市助川町にある、常磐自動車道のパーキングエリア。
日立中央ICに併設しており、三郷方面・仙台方面共にPAからICに出ることはできるが、ICからPAに入ることはできない。日立中央ICの開通前は高鈴パーキングエリア（たかすずパーキングエリア）であった。当初はトイレのみ設置であったが、後にスナック・ショッピングコーナーが設置された後、2006年12月、ファミリーマートに改装されている。

## 施設

### 上り線（水戸・東京方面）
- 駐車場
  - 大型 11台
  - 小型 30台
- トイレ
  - 男性　大2（和式1・洋式1）・小5
  - 女性　5　（和式1・洋式4）
  - 車椅子用　1
- ファミリーマート（24時間・2006年12月22日オープン、2025年4月11日に無人決済エリアを併設したハイブリッド店舗としてリニューアルオープン[1]）
  - イーネットATM（管理行：常陽銀行）

### 下り線（いわき・仙台方面）
- 駐車場
  - 大型 11台
  - 小型 30台
- トイレ
  - 男性　大2（和式1・洋式1）・小5
  - 女性　7　（和式1・洋式6）
    - 同伴の男児用　1

  - 車椅子用　1
- ファミリーマート（24時間・2006年12月22日オープン）
  - イーネットATM（管理行：常陽銀行）

## 隣
E6 常磐自動車道
(11)日立南太田IC - (11-1)日立中央IC/PA - (12)日立北IC